# ستيفن فرانكلين
ستيفن فرانكلين (بالإنجليزية: Stephen Franklin)‏ هو لاعب كرة قدم أمريكية أمريكي، ولد في 26 سبتمبر 1988 في كانساس سيتي في الولايات المتحدة.

## وصلات خارجية
- ستيفن فرانكلين على موقع مرجع كرة القدم المحترفة.كوم (الإنجليزية)